# Hugo J. Fischer
Hugo J. Fischer (født 17. april 1881, død 14. oktober 1941) var en dansk filmfotograf, der i perioden 1913-1928 var fotograf på 174 stumfilm. Han var især kendt for sit samarbejde med instruktøren Lau Lauritzen Sr., heriblandt en stribe Fy og Bi-film.
Hugo Fischer var oprindeligt konditor, men hans bror, en anden filmfotograf fra stumfilmsperioden, Carl Ferdinand Fischer, oplærte ham som filmfotograf, og Hugo Fischer fik derpå arbejde hos Nordisk Film, hvor han var til 1919. Her flyttede han med Lauritzen til Palladium og fortsatte som filmfotograf, til han stoppede karrieren i 1928. Han forlod på det tidspunkt fuldstændig filmbranchen og købte et vaskeri.

## Filmografi
- Den tapre Jacob (1913)
- Nellys Forlovelse (1913)
- Livets Blændværk (1913)
- Kongens Foged (1913)
- Under falsk Flag (1913)
- De besejrede Pebersvende (1914)
- Den nye Huslærer (1914)
- Morderen (1914)
- Herberg for Hjemløse (1914)
- Kærlighed og Mobilisering (1915)
- Kong Bukseløs (1915)
- Hvem var hun? (1915)
- Lige for lige (1915)
- Oldtid og Nutid (1915)
- Held i Uheld (1915)
- En moderne Don Juan (1915)
- En virkelig Helt (1915)
- Helten fra Østafrika (1915)
- Juvelerernes Skræk (1915)
- En bevæget Nat (1910)
- En Forbryders Liv og Levned (1916)
- En skindød Ægtemand (1916)
- De evige Flammer (1916)
- Gammel Ost og Blomsterduft (1916)
- Den ædle Skrædder (1916)
- Kærlighed og Skræddergæld (1916)
- Det stjaalne Navn (1916)
- Digteren og Basunblæseren (1916)
- Skinsyge-Digteren (1916)
- Gullasch Grossererens Vogter (1916)
- Don Juans Overmand (1916)
- En landlig Uskyldighed (1916)
- En munter Klinik (1916)
- Min Onkel Generalkonsulen (1916)
- En nobel Fødselsdagsgave (1916)
- En sød Logerende (1916)
- Den værdifulde Husassistent (1916)
- Det firbenede Plejebarn (1916)
- Den flyvende Kuffert (1916)
- Livets Genvordigheder (1916)
- Min Svigerinde fra Amerika (1917)
- Ridderen af den bedrøvelige Skikkelse (1917)
- En hyggelig Morgenudflugt (1917)
- Sufflørens Stedfortræder (1917)
- Hyrdepigens Kærlighed (1917)
- Je' sku' tale me' Jør'nsen (1917)
- Gentleman for en Time (1916)
- Den megen Kærlighed (1917)
- Diskenspringeren (1917)
- De forheksede Støvler (1917)
- Professorens dyrebare Krukke (1917)
- Et fremmeligt Barn (1917)
- Den forfulgte Brudgom (1917)
- Et livligt Pensionat (1917)
- Dansegalskab (1917)
- Den glemsomme Professor (1917)
- En livlig Drøm (1917)
- Abemennesket (1917)
- En uheldig Debut (1917)
- Ansigtet lyver, 1. del: Falsknerens Hævn (1917)
- De tossede Kvindfolk (1917)
- Ung og forelsket (1917)
- Pigespejderen (1918)
- Han er løbet med min Kone (1918)
- Hjertebetvingeren (1918)
- Ægteskabshaderne (1918)
- Hvis er Barnet? (1918)
- Reservestatisten (1918)
- Kærlighed og Pædagogik (1918)
- Hatten med skatten (1918)
- Da Tøffelhelten generalstrejkede (1918)
- Frøken Theodor (1918)
- Tøffelheltens Fødselsdag (1918)
- Den firbenede Barnepige (1918)
- Hjerterkonge (1918)
- Hans lille Dengse (1918)
- Ægtemand for en Time (1918)
- Damernes Ridder (1918)
- Mirakeltjeneren (1918)
- Naar man er ung og forelsket (1918)
- En uheldig Tyveknægt (1918)
- Straalemesteren (1918)
- Naar Ungdommen raser (1918)
- Ned med Kærligheden (1918)
- Jalousiens Magt (1918)
- Kærlighedsspekulanten (1918)
- Den firbenede Sherlock Holmes (1918)
- Ung Pige i Huset (1918)
- En moderne Landevejsridder (1918)
- Hjertetyven (1919)
- Klavervirtuosen (1919)
- Lotterisedlen (1919)
- Skruebrækkeren (1919)
- Livsforsikringsagenten (1919)
- Han vil til Filmen (1919)
- Hans Kones Veninde (1919)
- Manden, der gøer (1919)
- En forfløjen Ægtemand (1919)
- Han spiller Fodbold (1919)
- De tossede Mandfolk (1919)
- Mælkemandens Hest (1919)
- Kærlighed og Lotteri (1919)
- Studentmagersvenden (1919)
- Hendes Mands Forlovede (1919)
- Mesterdetektiverne (1919)
- Har De ikke set Cecilie? (1919)
- Mesterhypnotisøren (1919)
- De er splittergale (1919)
- En kriminel Historie (1919)
- Boksernes Konge (1919)
- Nellys Riddere (1919)
- Maharajaens Yndlingsflamme (1919)
- Fattigdrengen (1919)
- Byens Herkules (1919)
- Med og uden Kone (1919)
- Godsejeren (1919)
- Skørtejægeren (1919)
- Nalles Børnehave (1919)
- Har været med et Brev i Postkassen (1919)
- Skandalemageren (1919)
- Mandens Overmand (1919)
- Den tapre Skrædder (1920)
- Frøken Larsens Karriere (1920)
- Den forvandlede Don Juan (1920)
- En Sølvbryllupsdag (1920)
- Kærlighed og Overtro (1920)
- En Fiasko (1920)
- Hun fik ham ikke (1920)
- Det levende Hittegods (1920)
- Den standhaftige Spillemand (1920)
- Hans bedre Halvdel (1920)
- Bægersvingeren (1920)
- Væddeløberen (1920)
- Den lille Don Juan (1920)
- Kærlighed og Fuglekvidder (1921)
- Kæledæggen (1921)
- Reserveægtemanden (1921)
- Tyvepak (1921)
- Metode i Galskaben (1921)
- Ungkarleliv (1921)
- Skaf mig en Kæreste (1921)
- Amatørdetektiven (1921)
- Hans Ungdomsbrud (1921)
- Den kære Husfred (1921)
- Film, Flirt og Forlovelse (1921)
- Rejsen til Maanen (1921)
- Landligger - Idyl - Vandgang (1921)
- De livlige Statuer (1921)
- Han er Mormon (1921)
- Sol, Sommer og Studiner (1922)
- Han, hun og Hamlet (1922)
- Hans Kones Mand (1922)
- Kan Kærlighed kureres? (1923)
- Harems-Mystik (1921)
- Daarskab, Dyd og Driverter (1923)
- Vore Venners Vinter (1923)
- Mellem muntre Musikanter (1923)
- Blandt Byens Børn (1923)
- Professor Petersens Plejebørn (1924)
- Lille Lise Letpaataa (1924)
- Raske Riviera Rejsende (1924)
- Takt, Tone og Tosser (1925)
- Grønkøbings glade Gavtyve (1925)
- Dødsbokseren (1926)
- Ulvejægerne (1926)
- Don Quixote (1926)
- Vester Vov-Vov (1927)
- Tordenstenene (1927)
- Kraft og Skønhed (1928)